# 목포문화방송
 목포문화방송주식회사(木浦文化放送株式會社, 약칭 목포MBC)는 전라남도 서남부지역을 가시청권으로하는 TV·라디오방송국으로, 1967년 주식회사 라디오목포로 창립하여 오늘날에 이르고 있다. 본사는 전라남도 목포시 명륜동에 위치하고 있다.

## 연혁

### 1960년대
- 1967년 11월 10일 : 무선국 가허가 (호출부호 HLSP, 주파수 1390㎑)
- 1968년 3월 28일 : 주식회사 라디오목포 설립 등기 대표이사 정중섭
- 1968년 5월 25일 : 송신소 건물 준공
- 1968년 7월 27일 : MBC 한국문화방송주식회사와 기본방송 프로그램  제휴
- 1968년 8월 14일 : 무선국 허가 명칭 : 라디오 목포, 약호 : RMB, 호출부호 : HLAM, 주파수 1390㎑, 출력 1kW
- 1968년 8월 17일 : 라디오목포(RMB)개국 (호출부호 HLAM, 주파수 1390㎑) (목포시 대의동2가 1-111)
- 1969년 5월 10일 : 사옥 준공
- 1969년 9월 1일 : 서울사무소 개설(서울시 종로구 인사동 15)

### 1970년대
- 1971년 9월 17일 : 목포문화방송주식회사로 상호를 변경
- 1971년 10월 26일 : 권이담 사장 취임
- 1975년 4월 12일 : 부설 목포문화노인대학 개교
- 1976년 7월 19일 : 송신소에 예비송신기(10㎾) 설치
- 1978년 11월 23일 : 주파수를 1386㎑로 변경

### 1980년대
- 1980년 5월 21일 : 광주민주화운동으로 연주소 시설피습, 방송 중단(∼5. 31일 까지)
- 1984년 5월 29일 : 양을산 TV중계소 개소(CH7 영상 500W, 음성 100W)
- 1986년 7월 1일 : FM방송 개국(호출번호 HLAM-FM, 주파수 102.3㎒, 출력 1㎾)
- 1987년 5월 28일 : 용당동 신사옥 기공
- 1987년 8월 17일 : 창사 19주년
- 1987년 11월 16일 : TV방송 개국(VHF7, 출력 500W)
- 1988년 1월 22일 : 목포문화방송 노동조합 설립
- 1988년 8월 17일 : 창사 20주년
- 1989년 3월 3일 : 용당동 신사옥 준공
- 1989년 8월 17일 : 창사 21주년

### 1990년대
- 1990년 8월 17일 : 창사 22주년
- 1993년 8월 17일 : 창사 25주년
- 1995년 11월 15일 : 대형 TV중계차 도입
- 1995년 11월 22일 : 사내근로복지기금 법인 설립
- 1996년 11월 19일 : TV송출실 신설
- 1997년 5월 15일 : 중국 연운항시 광파전시국 우호관계협정 체결
- 1997년 9월 30일 : TV음성다중방송 실시
- 1998년 8월 17일 : 창사 30주년
- 1998년 12월 15일 : 삼호AM송신소 신축·이전 준공(목포시 용해동 → 전라남도 영암군 삼호읍 정개길 135 (산호리 1365))
- 1999년 10월 22일 : 표준FM개국 (89.1㎒, 출력 2㎾)

### 2000년대
- 2002년 8월 17일 : RadioAPC(라디오 디지털화 "MIDAS")
- 2003년 1월 1일 : C&T사업팀 발족, (국내외)관광사업 등록필
- 2003년 8월 17일 : 창사 35주년
- 2003년 11월 3일 : 디지털TV방송국 허가(대둔산송신소, 출력 2㎾, 물리채널 23, 가상채널 11)
- 2003년 12월 31일 : 대둔산송신소 건물 증축공사 완료 TV부조 디지털공사 완료
- 2004년 8월 17일 : 창사 36주년
- 2004년 11월 24일 : 표준, 음악FM 데이터방송(FM DARC)개시
- 2005년 1월 18일 : 시청자미디어센터 개소
- 2005년 4월 22일 : 디지털TV방송국 개국(물리채널 23 / 가상채널 11)
- 2005년 8월 17일 : 창사 37주년
- 2006년 3월 : 통신판매업, 부가통신사업 등록
- 2006년 6월 :  정보통신공사업 등록(제610025호)
- 2006년 8월 17일 : 창사 38주년
- 2007년 8월 17일 : 창사 39주년
- 2008년 1월 28일 : 지상파DMB 개국
- 2008년 8월 17일 : 창사 40주년
- 2009년 7월 2일 :  양을산 디지털TV중계소 개국

### 2010년대
- 2010년 6월 9일 : 강진 군동중계소 디지털TV 개국
- 2010년 8월 17일 : 창사 42주년
- 2011년 3월 24일 : 신재생에너지전문기업 신고
- 2011년 4월 7일 : 전기공사업 등록(전남-01252호)
- 2011년 8월 17일 : 창사 43주년
- 2012년 10월 30일 : 지상파아날로그TV방송종료
- 2013년 6월 12일 : 전라권 디지털 주파수 재배치 완료
- 2013년 8월 17일 : 창사 45주년
- 2014년 10월 18일 : 목포·광주·여수 주말 뉴스데스크 통합 방송 시작
- 2015년 3월 4일 : 농축수산물 생산, 가공, 유통사업 추가.
- 2018년 8월 17일 : 창사 50주년

### 2020년대
- 2021년 6월 26일 : 전남 함평의 MBC 방송권역이 광주MBC에서 목포 MBC로 이관
- 2022년 9월 8일 : AM 라디오 운용 일시 휴지(1386kHz, 10kW). FM방송 전환.
- 2023년 3월 8일 : AM 라디오 송출 종료(1386kHz, 10kW).
- 2023년 9월 11일 : 명륜동 신사옥 이전

## TV방송
1984년 5월 29일 양을산 TV 중계소 개소가 세워지고, 1987년 11월 16일 TV방송을 개국하면서 본격적으로 목포문화방송의 TV방송이 시작되었다. 2005년 4월 22일 디지털TV방송을 개국하여 고품질의 방송서비스를 제공하고 있으며, 2012년 10월 30일 아날로그TV방송을 완전히 종료함에 따라 완전한 디지털TV방송시대를 열었다. 전남 서남부지역과 제주 일부지역을 가시청권역으로서 방송중이다.

### 프로그램
보도
| 프로그램명                    | 방송시간              | 편성시간                                      | 진행                 |
| ----------------------------- | --------------------- | --------------------------------------------- | -------------------- |
| MBC 뉴스투데이 목포·전남      | 월~금 30분            | 07:20 ~ 07:50                                 | 최다훈               |
| MBC 5시 뉴스와 경제 목포·전남 | 월~금 10분            | 17:10 ~ 17:15                                 | 허연주               |
| MBC 뉴스데스크 목포·전남      | 월~금 20분 토~일 15분 | 20:25 ~ 20:45(금 20:00 ~ 20:20) 20:20 ~ 20:35 | 허연주 (주말 무작위) |

교양·예능
- 역전의 PD들
- 로컬 리더스
- 다가온 뉴스
- 앵커, 정치를 만나다
- 시사 용광로
- 어영차 바다야
- 생방송 전국시대
- 테마기행 길
- MBC가요베스트
- 문화콘서트 난장 (광주MBC 제작)

### 방송 송출 시설망
- 호출부호 : HLAM-DTV
- 가상채널 : 11-1

| 송신소        | UHD      | UHD    | HD       | HD    | 송신소 위치                               |
| 송신소        | 물리채널 | 출력   | 물리채널 | 출력  | 송신소 위치                               |
| ------------- | -------- | ------ | -------- | ----- | ----------------------------------------- |
| 대둔산 송신소 | 준비중   | 준비중 | CH 23    | 2㎾   | 전남 해남군 현산면 황산리 산1-16          |
| 양을산 송신소 | 준비중   | 준비중 | CH 37    | 100W  | 전남 목포시 상동 산55-2                   |
| 지도 소출력   | 준비중   | 준비중 | CH 23    | 0.05W | 전남 신안군 지도읍 읍내리 353-6           |
| 도림 소출력   | 준비중   | 준비중 | CH 37    | 0.05W | 전남 무안군 청계면 도림리                 |
| 독천 소출력   | 준비중   | 준비중 | CH 37    | 0.05W | 전남 영암군 학산면 독천리                 |
| 영암 중계소   | 준비중   | 준비중 | CH 30    | 20W   | 전남 영암군 영암읍 농덕리 산11 활성산     |
| 도초 중계소   | 준비중   | 준비중 | CH 47    | 20W   | 전남 신안군 도초면 만년리 산52-1 (용당산) |
| 진도 중계소   | 준비중   | 준비중 | CH 28    | 20W   | 전남 진도군 진도읍 교동리 산14-1 (북산)   |
| 의신 중계소   | 준비중   | 준비중 | CH 16    | 10W   | 전남 진도군 의신면 옥대리 산68-2          |
| 계곡 중계소   | 준비중   | 준비중 | CH 28    | 20W   | 전남 해남군 계곡면 성진리 산59-1          |
| 군동 중계소   | 준비중   | 준비중 | CH 16    | 20W   | 전남 강진군 군동면 나천리 산50            |
| 성전 소출력   | 준비중   | 준비중 | CH 23    | 0.05W | 전남 강진군 성전면 월평리                 |
| 청산도 소출력 | 준비중   | 준비중 | CH 23    | 0.05W | 전남 완도군 청산면 도청리                 |

아날로그TV
- 호출부호 : HLAM-TV

| 송신소        | 채널  | 출력 | 송신소 위치                               | 비고                                                                    |
| ------------- | ----- | ---- | ----------------------------------------- | ----------------------------------------------------------------------- |
| 양을산 송신소 | CH 7  | 1㎾  | 전남 목포시 상동 산55-2                   |                                                                         |
| 대둔산 송신소 | CH 50 | 500W | 전남 해남군 현산면 황산리 산1-16          |                                                                         |
| 도초 중계소   | CH 47 | 100W | 전남 신안군 도초면 만년리 산52-1 (용당산) |                                                                         |
| 진도 중계소   | CH 39 | 100W | 전남 진도군 진도읍 교동리 산14-1 북산     |                                                                         |
| 의신 중계소   | CH 58 | 50W  | 전남 진도군 의신면 옥대리 산68-2          |                                                                         |
| 계곡 중계소   | CH 46 | 100W | 전남 해남군 계곡면 성진리 산59-1          |                                                                         |
| 군동 중계소   | CH 39 | 100W | 전남 강진군 군동면 나천리 산50            | 2010. 10. 06 강진군 지상파 아날로그TV방송 시범종료사업에 따라 조기 폐소 |

## 라디오방송
1968년 8월 17일 (주)라디오목포(RMB)로 개국하면서 목포문화방송의 라디오방송이 시작되었다. 1986년 7월 1일에는 음악FM방송(現 FM4U)을 개국하였고 1999년 10월 22일에는 AM라디오의 표준FM을 개국하여 오늘날까지 이르고 있다. AM라디오 1채널과 FM라디오 2채널을 운영중이다.

### 프로그램

#### 목포MBC 라디오
| 프로그램명              | 요일  | 시간  | 진행자                 |
| ----------------------- | ----- | ----- | ---------------------- |
| MBC 정오종합뉴스        | 월~금 | 5분   | 허연주                 |
| MBC 15시 뉴스           | 월~금 | 5분   | 최다훈                 |
| MBC 17시 뉴스           | 월~금 | 5분   | 임사랑 (일요일 무작위) |
| 목포MBC 즐거운 오후 2시 | 월~금 | 115분 | 임사랑                 |

#### 목포MBC FM4U
| 프로그램명        | 요일 | 시간  | 진행자         |
| ----------------- | ---- | ----- | -------------- |
| MBC 뮤직 스테이션 | 금   | 1시간 | 허연주, 최다훈 |

### 방송 송출 시설망
| 목포MBC 라디오 | 목포MBC 라디오 | 목포MBC 라디오 | 목포MBC 라디오 | 목포MBC 라디오                   | 목포MBC 라디오 |
| 송신소         | 주파수         | 출력           | 호출부호       | 송신소 위치                      | 방송구역 |
| -------------- | -------------- | -------------- | -------------- | -------------------------------- | --- |
| 대둔산 송신소  | FM 89.1㎒      | 2㎾            | HLAM-SFM       | 전남 해남군 현산면 황산리 산1-16 | 목포시 일원, 해남군 일부, 장흥군 일부, 강진군 일부, 영암군 일부, 무안군 일부, 함평군 일부, 완도군 일부, 진도군 일부, 신안군 일부, 나주시 일부, 담양군 일부, 곡성군 일부, 구례군 일부, 보성군 일부, 화순군 일부, 영광군 일부, 장성군 일부, 광주광역시 일부 고흥군 일부, 광양시 일부, 순천시 일부, 여수시 일부 (광주MBC(93.9), 여수MBC(100.3, 107.1, 101.3), 전주MBC(101.7), MBC경남(91.1)을 번갈아서 수신) |
| 목포MBC FM4U   |                |                |                |                                  | |
| 송신소         | 주파수         | 출력           | 호출부호       | 송신소 위치                      | 방송구역 |
| 양을산 송신소  | FM 102.3㎒     | 1㎾            | HLAM-FM        | 전남 목포시 상동 산55-2          | 목포시 일원, 해남군 일부, 장흥군 일부, 강진군 일부, 영암군 일부, 무안군 일부, 함평군 일부, 완도군 일부, 진도군 일부, 신안군 일부, 나주시 일부, 담양군 일부, 곡성군 일부, 구례군 일부, 보성군 일부, 화순군 일부, 영광군 일부, 장성군 일부, 광주광역시 일부 (광주MBC(91.5, 95.1)를 번갈아서 수신) |

### 라디오 시보 멘트
표준FM : FM 89.1MHz 목포MBC 라디오입니다. HLAM-SFM
FM4U : FM 102.3MHz 목포MBC FM4U입니다. HLAM-FM

## 지상파DMB방송
광주문화방송, 전주문화방송, 여수문화방송 등과 함께 공동으로 투자하여 광주, 전남, 전북 등 전지역을 방송권역으로 하는 지상파DMB사업자로서 방송·운영중이다. 와우 라디오에서도 시청할 수 있다.

## 소속 방송인

### 아나운서
- 임사랑
- 최다훈
- 허연주

### 리포터
- 주나연

### 목포MBC 보도국
- 박영훈 보도국장

- 보도부 -
- 김진선 보도부장
- 김윤 국장
- 문연철 국장
- 박종호 기자
- 안준호 기자
- 서일영 기자
- 김규희 기자

- 영상부 -
- 김대준 영상부장
- 정상철 국장
- 김승호 부장
- 민정섭 차장
- 홍경석 기자
- 노영일 기자

## 역대 연중캠페인
- 2014년 : '우리 함께 으랏차차!'
- 2015년 ~ 2016년 : '배려하는 당신, 우리의 희망입니다!'
- 2017년 : '언제나 좋은 친구, 당신을 응원합니다.'
- 2018년 : '함께한 50년, 꿈꾸는 100년'
- 2019년 ~ 2020년 : '아름다운 동행 좋은 친구 목포MBC'
- 2021년 ~ 2022년 : 마음과 마음을 잇는 이음표, 좋은 친구 목포MBC
- 2023년 ~ 2024년 : 모두의 MBC 당신 곁에는 언제나 목포MBC
- 2025년 : 지역이 살아야 대한민국이 삽니다.